# كريغ سبينس
كريغ سبينس (بالإنجليزية: Greig Spence)‏ (6 يوليو 1992 بدنفيرملين في المملكة المتحدة - ) هو لاعب كرة قدم بريطاني في مركز الهجوم. لعب مع ريث روفرز ونادي سلتيك وهاميلتون أكاديميكال ونادي ألوا أثليتيك ونادي كاودينبيث لكرة القدم.

## وصلات خارجية
- كريغ سبينس على موقع قاعدة بيانات كرة القدم.إي يو (الإنجليزية)
- كريغ سبينس على موقع Soccerbase.com (لاعب) (الإنجليزية)